# Ponte di San Francesco
Der Ponte di San Francesco (italienisch für Brücke des Heiligen Franziskus) ist eine mittelalterliche Segmentbogenbrücke über den Aniene in Subiaco in der Region Latium (Italien). Die 1358 errichtete Einbogenbrücke hat eine lichte Weite von 37 m.
Auch die Aniene-Brücken Ponte Nomentano und Ponte Salario haben bzw. hatten Brückentürme.